# Адрар (місто)
Адра́р (араб. أدرار) — місто на південному заході Алжиру, в оазі Адрар. Адміністративний центр вілаї Адрар.
Населення міста становить приблизно 44 тис. осіб (1998; 10 тис. в 1975).
В місті є підприємство по виробництву сушених фініків.

## Клімат
Місто знаходиться у зоні, котра характеризується кліматом тропічних пустель. Найтепліший місяць — липень із середньою температурою 36.1 °C (97 °F). Найхолодніший місяць — січень, із середньою температурою 12.4 °С (54.3 °F).
| Клімат Адрара           | Клімат Адрара | Клімат Адрара | Клімат Адрара | Клімат Адрара | Клімат Адрара | Клімат Адрара | Клімат Адрара | Клімат Адрара | Клімат Адрара | Клімат Адрара | Клімат Адрара | Клімат Адрара | Клімат Адрара |
| Показник                | Січ.          | Лют.          | Бер.          | Квіт.         | Трав.         | Черв.         | Лип.          | Серп.         | Вер.          | Жовт.         | Лист.         | Груд.         | Рік           |
| Середня температура, °C | 12,4          | 16            | 19,4          | 23,6          | 28,2          | 33,6          | 36,1          | 35,6          | 31,7          | 25            | 18,3          | 13            | 24,4          |
| Норма опадів, мм        | 2.3           | 1.4           | 2.6           | 4             | 0.3           | 0.1           | 0             | 0.2           | 0.2           | 1.6           | 0.6           | 1.5           | 14.8          |
| Днів з опадами          | 0,5           | 0,4           | 0,5           | 0,3           | 0,1           | 0,2           | 0             | 0,2           | 0,2           | 0,8           | 0,6           | 1             | 4,8           |
| Вологість повітря, %    | 44.3          | 40.1          | 37            | 35.3          | 34.8          | 34.1          | 33.7          | 38.2          | 40.6          | 39.7          | 43.1          | 45.4          | 38.9          |
| ----------------------- | ------------- | ------------- | ------------- | ------------- | ------------- | ------------- | ------------- | ------------- | ------------- | ------------- | ------------- | ------------- | ------------- |
| Джерело: Weatherbase    |               |               |               |               |               |               |               |               |               |               |               |               |               |